# 오그덴 나시

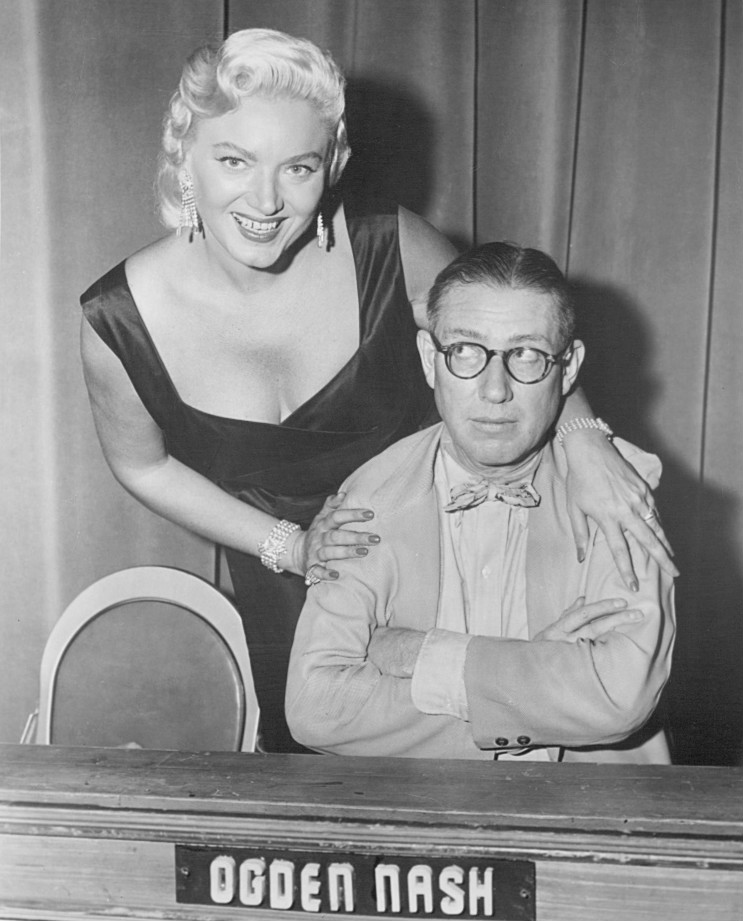

프레데릭 오그덴 나시(Frederic Ogden Nash, 1902년 8월 19일 ~ 1971년 5월 19일)는 미국의 시인이다.